# Meta Antenen
Meta Antenen-Mathys, švicarska atletinja, * 7. april 1949, Orpund, Švica.
Nastopila je na poletnih olimpijskih igrah v letih 1968 in 1972, dosegla je šesto mesto v skoku v daljino in osmo v peteroboju. Na evropskih prvenstvih je osvojila srebrni medalji v letih 1969 v peteroboju in 1971 v skoku v daljino, na evropskih dvoranskih prvenstvih pa naslov prvakinje leta 1974 ter srebrno in dve bronasti medalji v skoku v daljino ter srebrno in dve bronasti medalji v teku na 50 in 60 m z ovirami.